# Spanische Rollhockeynationalmannschaft der Frauen
Die spanische Rollhockeynationalmannschaft der Frauen (span. Selección femenina de hockey sobre patines de España) ist eine Auswahl spanischer Spielerinnen in der Sportart Rollhockey (span. Hockey sobre patines). Sie repräsentiert die Real Federación Española de Patinaje (RFEP, Königlich-spanischer Rollsportverband) auf internationaler Ebene, zum Beispiel bei Weltmeisterschaften und Europameisterschaften.

## Geschichte
Die Spanierinnen feierten ihr Debüt bei den Europameisterschaften 1991 in Genf. Das Turnier beendeten sie auf dem dritten Platz hinter Italien und den Niederlanden. Der erste große Titelgewinn gelang den Ibererinnen bei der Weltmeisterschaft 1994 in Tavira. Nur ein Jahr später krönten sich die Spanierinnen im heimischen Oviedo auch zum Europameister. Im Jahr 1996 verteidigte die Mannschaft ihren Weltmeistertitel erfolgreich und auch in den Jahren 2000, 2008 und 2016 eroberte das Nationalteam Gold. Beim EM-Turnier scheiterte man zunächst 1999, 2001, 2003 und 2007 jeweils im Endspiel, bevor im Jahr 2009 in Dinan endlich der zweite kontinentale Titelgewinn gelang. Diesen verteidigten die Spanierinnen sowohl 2011 in Wuppertal als auch 2013 in Mieres und 2015 in Matera erfolgreich. Mit fünf Gold-, zwei Silber- und drei Bronzemedaillen bei Weltmeisterschaften sowie mit fünf Europameistertiteln, fünf Mal Silber und drei Bronzemedaillen, sind die Ibererinnen sowohl nach Titeln als auch nach Medaillen jeweils die erfolgreichste Nation.

## Erfolge
- Weltmeister (5): 1994, 1996, 2000, 2008, 2016
- Europameister (5): 1995, 2009, 2011, 2013, 2015